# 세르비아의 마천루 목록
이 글은 세르비아의 마천루 목록이다.

## 목록
| 1  | 유스 타워               | 베오그라드 | 115 미터 (377 피트) | 27 | 1961년 (2005년에 재건) |
| 2  | 웨스턴 시티 게이트      | 베오그라드 | 115 미터 (377 피트) | 35 | 1980년                 |
| 3  | TPP 코스톨라게이 A 굴뚝 | 코스톨락   | 106 미터 (348 피트) |    | 1967년                 |
| 4  | 베오그라 잔카           | 베오그라드 | 101 미터 (331 피트) | 30 | 1974년                 |
| 5  | 이스턴 시티 게이트      | 베오그라드 | 100 미터 (330 피트) | 30 | 1976년                 |
| 6  | 이넥스 타워             | 베오그라드 | 95 미터 (312 피트)  | 25 | 1978년                 |
| 7  | 성 사바 성당            | 베오그라드 | 82 미터 (269 피트)  |    | 1935년                 |
| 8  | TV5 빌딩                | 니쉬       | 81 미터 (266 피트)  | 25 | 1973년                 |
| 9  | 델리 메제 모스크        | 델리메제   | 77 미터 (253 피트)  |    | 2013년                 |
| 10 | 보이보다 스테파 타워    | 베오그라드 | 77 미터 (253 피트)  | 24 | 1982년                 |

## 같이 보기
- 코소보의 마천루 목록
- 보스니아 헤르체고비나의 마천루 목록
- 스릅스카 공화국의 마천루 목록
- 크로아티아의 마천루 목록
- 북마케도니아의 마천루 목록
- 슬로베니아의 마천루 목록